# Maulan
Maulan is een gemeente in het Franse departement Meuse in de regio Grand Est en telt 103 inwoners (2009).
De gemeente maakt sinds maart 2015 deel uit van het kanton Ancerville toen het werd overgeheveld van het kanton Ligny-en-Barrois. De plaats valt, net als de genoemde kantons, onder het arrondissement Bar-le-Duc.

## Geografie
De oppervlakte van Maulan bedraagt 4,2 km², de bevolkingsdichtheid is dus 24,5 inwoners per km².
De onderstaande kaart toont de ligging van Maulan met de belangrijkste infrastructuur en aangrenzende gemeenten.

## Demografie
Onderstaande figuur toont het verloop van het inwonertal (bron: INSEE-tellingen).